# Episodi di The Glory
La serie televisiva The Glory è composta da 16 episodi, distribuiti sulla piattaforma online Netflix a partire dal 30 dicembre 2022.
| nº | Titolo originale | Titolo italiano | Pubblicazione    |
| -- | ---------------- | --------------- | ---------------- |
| 1  | Episode 1        | Episodio 1      | 30 dicembre 2022 |
| 2  | Episode 2        | Episodio 2      | 30 dicembre 2022 |
| 3  | Episode 3        | Episodio 3      | 30 dicembre 2022 |
| 4  | Episode 4        | Episodio 4      | 30 dicembre 2022 |
| 5  | Episode 5        | Episodio 5      | 30 dicembre 2022 |
| 6  | Episode 6        | Episodio 6      | 30 dicembre 2022 |
| 7  | Episode 7        | Episodio 7      | 30 dicembre 2022 |
| 8  | Episode 8        | Episodio 8      | 30 dicembre 2022 |
| 9  | Episode 9        | Episodio 9      | 10 marzo 2023    |
| 10 | Episode 10       | Episodio 10     | 10 marzo 2023    |
| 11 | Episode 11       | Episodio 11     | 10 marzo 2023    |
| 12 | Episode 12       | Episodio 12     | 10 marzo 2023    |
| 13 | Episode 13       | Episodio 13     | 10 marzo 2023    |
| 14 | Episode 14       | Episodio 14     | 10 marzo 2023    |
| 15 | Episode 15       | Episodio 15     | 10 marzo 2023    |
| 16 | Episode 16       | Episodio 16     | 10 marzo 2023    |

## Episodio 1
- Titolo originale: Episode 1
- Scritto da: Kim Eun-sook
- Diretto da: Ahn Gil-ho

### Trama
Nel 2004 la diciassettenne studentessa delle scuole superiori, Moon Dong-eun, viene bullizzata e torturata da un gruppo di suoi ricchi coetanei, guidati da Park Yeon-jin. Presenti anche Jeon Jae-joon, Choi Hye-jeong, Lee Sa-ra e Son Myeong-oh. Dong-eun presenta un rapporto di polizia, ma la madre di Yeon-jin, Young-ae, usa i suoi legami con Young-joon, un agente di polizia di alto rango, per coprire l'incidente. Dong-eun fa domanda per abbandonare la scuola, elencando il gruppo come motivo. Il suo insegnante Jong-moon la picchia davanti ad altri insegnanti accusandola di "mentire". La madre di Yeon-jin corrompe la madre di Dong-eun per cambiare il motivo sul modulo in "disadattamento". Dopo aver preso i soldi, la madre di Dong-eun la abbandona. Prima di allontanarsi, Dong-eun giura al gruppo che "si incontreranno di nuovo". Negli anni successivi, lavora in una fabbrica, fa amicizia con la collega Sung-hee e si iscrive all'università per studiare educazione. Nel 2022, un’adulta Dong-eun guarda Yeon-jin, ora presentatrice meteorologica, in televisione, circondata da fotografie di coloro che le hanno fatto del male.

## Episodio 2
- Titolo originale: Episode 2
- Scritto da: Kim Eun-sook
- Diretto da: Ahn Gil-ho

### Trama
Durante gli studi, Dong-eun raccoglie informazioni sul gruppo nel corso degli anni. Jae-joon eredita un country club e una boutique di abbigliamento di lusso, ed ha una tresca con Yeon-jin; Hye-jeong diventa un assistente di volo e ha sentimenti non corrisposti per Jae-joon; Sa-ra diventa un’artista famosa e tossicodipendente; Myeong-oh diventa il tirapiedi di Jae-joon e lo spacciatore di Sa-ra. Dong-eun incontra Joo Yeo-jeong, uno stagista medico che ha una cotta per lei e le insegna il gioco Go. Yeon-jin sposa Ha Do-yeong, l'amministratore delegato di una grande società di costruzioni, e ha una figlia, Ha Ye-sol. Dopo la laurea, Dong-eun se ne va bruscamente senza dirlo a Yeo-jeong. Incontra Myeong-oh e gli dice che ha informazioni che può usare per fare soldi. Affitta un appartamento a Semyeong con vista sulla casa di Yeon-jin. Una notte, mentre cerca fra i bidoni della casa del presidente della fondazione Semyeong, Dong-eun incontra la governante, Kang Hyeon-nam. Hyeon-nam si offre di aiutare Dong-eun a patto che uccida suo marito violento.

## Episodio 3
- Titolo originale: Episode 3
- Scritto da: Kim Eun-sook
- Diretto da: Ahn Gil-ho

### Trama
Dong-eun assume Hyeon-nam come assistente per raccogliere informazioni sul gruppo. Si rende conto che Ye-sol è daltonica, un tratto condiviso da Jae-joon. Dong-eun gioca a Go al club in cui va Do-yeong, e la sua abilità lo incuriosisce. Incontra per caso Yeo-jeong, ora un chirurgo plastico; le confessa che lo ha aiutato a superare un momento buio. Dong-eun dice a Myeong-oh che sa chi ha spinto alla morte Yoon So-hee, una studentessa vittima di bullismo dal gruppo prima che prendessero di mira Dong-eun. Offre queste informazioni in cambio del suo aiuto; lui le dà un campione di capelli di Jae-joon. I bulli si riuniscono a scuola per una cerimonia di premiazione degli ex alunni, dove Dong-eun li incontra di nuovo. Dong-eun usa le informazioni raccolte da Hyeon-nam per ricattare il presidente del distretto scolastico di Semyeong al fine di ottenere un trasferimento per insegnare alla scuola elementare che frequenta Ye-sol.

## Episodio 4
- Titolo originale: Episode 4
- Scritto da: Kim Eun-sook
- Diretto da: Ahn Gil-ho

### Trama
Yeon-jin viene a sapere che la nuova insegnante di classe di sua figlia è Dong-eun e si fa prendere dal panico. Yeon-jin apprende anche che il loro insegnante ormai anziano, Jong-moon, è morto dopo aver incontrato Dong-eun. Dong-eun aveva detto a Soo-han, il figlio di Jong-moon, che intendeva denunciare pubblicamente il modo in cui Jong-moon la trattava. Soo-han ha poi ucciso suo padre per non mettere a repentaglio le sue prospettive di carriera. Dong-eun riceve informazioni su So-hee da Jung-mi, l'infermiera ex-school. Myeong-oh visita l'obitorio, scoprendo che è il luogo in cui si trova il corpo di So-hee, poiché i suoi genitori si sono rifiutati di rivendicarlo; contestano la sentenza di suicidio della polizia. Incuriosito Do-yeong gioca con Dong-eun al club Go, proprio come lei aveva previsto.

## Episodio 5
- Titolo originale: Episode 5
- Scritto da: Kim Eun-sook
- Diretto da: Ahn Gil-ho

### Trama
Dong-eun rivela a Yeon-jin di conoscere il daltonismo di Ye-sol. Jae-joon riceve una busta contenente lo spazzolino da denti di Ye-sol. Yeon-jin assume l'amico di sua madre Young-joon, un detective corrotto, per raccogliere informazioni su Dong-eun. Hyeon-nam ruba il telefono di Hye-jeong e lo dà a Dong-eun. Dong-eun ricatta Sa-ra per avere contanti. Contatta anche Yeo-jeong dopo anni di silenzio e si scusa per il modo in cui lo ha trattato. Yeo-jeong, che è ancora innamorato di lei, le dice sfacciatamente che sarebbe un buon partner. Lei risponde che non ha bisogno di un principe ma di un "carnefice". Dong-eun dice a Myeong-oh chi ha spinto So-hee e lui contatta il gruppo e Do-yeong, progettando di fuggire in Russia. Tuttavia, viene attaccato da una persona sconosciuta prima di poterlo fare.

## Episodio 6
- Titolo originale: Episode 6
- Scritto da: Kim Eun-sook
- Diretto da: Ahn Gil-ho

### Trama
Yeo-jeong apre il suo studio a Semyeong, avendo deciso di seguire Dong-eun. Myeong-oh scompare dopo l'attacco. Durante la guida, Dong-eun riceve un avvertimento da Hyeon-nam che la stanno seguendo. Fa in modo che gli uomini la tamponino e si scambiano i numeri di telefono. A sua insaputa, i due uomini lavorano segretamente per Young-Joon. Sospettosa, chiede a Hyeon-nam perché la stava seguendo, ma si rende conto che Hyeon-nam stava solo facendo il suo lavoro e i due si riappacificano. Do-yeong riceve una sua fotografia con Dong-eun e lui e il gruppo cercano ciascuno di raggiungere Myeong-oh. Mentre si fa riparare l'auto, il suono della carne al barbecue innesca il disturbo da stress post traumatico di Dong-eun che la manda in un attacco di panico. Si dirige verso la nuova cada di Yeo-jeong per trovare conforto. Jae-joon scopre che Ye-sol è sua figlia. Hye-jeong riceve una busta piena di immagini private del suo telefono. Dong-eun racconta a Yeo-jeong del suo piano di vendetta. Quando lui cerca di scoraggiarla, lei gli mostra le estese cicatrici sul suo corpo. Scioccato e disturbato, Yeo-jeong si offre di essere il suo "carnefice".

## Episodio 7
- Titolo originale: Episode 7
- Scritto da: Kim Eun-sook
- Diretto da: Ahn Gil-ho

### Trama
Do-yeong comincia a sospettare di Yeon-jin e del suo gruppo. La madre di Yeo-jeong, Sang-im, il direttore del suo ospedale, riceve una lettera da Kang Yeong-cheon, l'assassino del padre di Yeo-jeong, ora imprigionato, e si rende conto che l'assassino ha schernito suo figlio. Yeo-jeong, normalmente brillante, fantastica di uccidere Yeong-cheon, rivelando il suo lato oscuro. Dong-eun ha intenzione di usare i soldi di Sa-ra per mandare la figlia di Hyeon-nam a studiare negli Stati Uniti in modo che sia al sicuro. Jae-joon vuole riprendere Ye-sol, ma ciò richiederà un divorzio tra Yeon-jin e Do-yeong. Prima della scomparsa di Myeong-oh, viene rivelato che Dong-eun gli aveva detto che il giorno in cui So-hee morì, lei aveva in mano l'etichetta del nome di Yeon-jin. Jae-joon affronta Yeon-jin per la paternità di Ye-sol e si baciano. Do-yeong frequenta la lezione di Ye-sol, vede Jae-joon e si rende conto che l'insegnante di Ye-sol è Dong-eun.

## Episodio 8
- Titolo originale: Episode 8
- Scritto da: Kim Eun-sook
- Diretto da: Ahn Gil-ho

### Trama
Dong-eun minaccia Hye-jeong di denunciare la scomparsa di Myeong-oh alla polizia. Do-yeong apprende da Hye-jeong che Yeon-jin era una bulla malvagia nei confronti di Dong-eun e altri in passato. Yeo-jeong incontra Do-yeong per la prima volta e gioca a Go con lui, raccontando tutto a Dong-eun. Yeon-jin trova e corrompe ancora una volta la madre di Dong-eun per avere una leva su di lei. Sang-im visita Yeong-cheon in prigione per dirgli di fermarsi con le lettere. Do-yeong chiede a Dong-eun la sua versione della storia. Yeon-jin irrompe nell'appartamento di Dong-eun e vede il suo muro pieno zeppo di fotografie, poi si gira e scopre che anche Do-yeong è entrato. Yeo-jeong scopre che il corpo di So-hee non è nell'obitorio.

## Episodio 9
- Titolo originale: Episode 9
- Scritto da: Kim Eun-sook
- Diretto da: Ahn Gil-ho

### Trama
Prima della sua sparizione Myeong-oh, ha cercato ma senza riuscirci di ricattare Do-yeong, Dong-eun, Jae-joon, Sa-ra e Hye-jeong. Più tardi, quando la cricca se ne rende conto, iniziano a sospettare che Yeon-jin sia coinvolta nella scomparsa di Myeong-oh, così come sulla morte di So-hee. Do-yeong chiede una spiegazione a Yeon-jin, ma lei evita le sue domande e tenta di ribaltare la situazione su di lui. Yeo-jeong viene a sapere che il corpo di So-hee è stato spostato nel congelatore su ordine di suo padre, che sperava che il caso potesse essere riaperto. Dong-eun si trasferisce con Yeo-jeong. Con la scomparsa di Myeong-oh, diventata ora un'indagine criminale, Jae-joon dice all'ufficiale responsabile, il detective Choi, che Do-yeong stava cercando Myeong-oh. Dong-eun dà a Yeon-jin un'ultima possibilità di arrendersi alla polizia, ma Yeon-jin rifiuta. Do-yeong riceve informazioni da Myeong-oh sull'infedeltà di Yeon-jin. In passato, la giovane Dong-eun inviava anonimamente la targhetta con il nome di Yeon-jin trovata sulla scena del crimine di So-hee alla polizia. L'ufficiale dell'epoca, Young-joon, la dette a Young-ae, che l’ha tenuta, coprendo il coinvolgimento di Yeon-jin. So-hee si rivela essere incinta quando è morta. Dong-eun si rende conto che una foto di Seok-jae, il marito di Hyeon-nam, è scomparsa dal suo muro. Con essa, Yeon-jin rintraccia Hyeon-nam.

## Episodio 10
- Titolo originale: Episode 10
- Scritto da: Kim Eun-sook
- Diretto da: Ahn Gil-ho

### Trama
Yeon-jin minaccia Hyeon-nam di lavorare per lei, anche se Dong-eun è stata avvertita dopo aver realizzato che mancava la foto di Seok-jae. A scuola, Dong-eun viene messa in difficoltà dal signor Chu, un altro insegnante. La madre di Dong-eun, informata da Yeon-jin, sorprende Dong-eun a scuola. Dong-eun usa Hye-jeong per attirare Yeon-jin nella clinica di Yeo-jeong. Hyeon-nam porta sua figlia a Dong-eun, che la affida alle cure di Jung-mi. Hyeon-nam dice a Dong-eun che lavorerà per Yeon-jin per scongiurare i sospetti. Jae-joon apprende che i filmati delle telecamere a circuito chiuso dalla boutique la notte della scomparsa di Myeong-oh sono stati cancellati. Il detective Choi intervista Yeo-jeong, che rivela di aver cercato di chiamare Myeong-oh dopo aver appreso che stava cercando il corpo di So-hee. Dong-eun indossa un abito senza maniche a cena e sconvolge Do-yeong con le cicatrici sul suo corpo. Mentre si sottopone all'anestesia prima di una procedura estetica, Yeon-jin viene interrogata da Yeo-jeong su Myeong-oh. In un flashback, viene rivelato che Myeong-oh ha registrato la conversazione con Yeon-jin, ma il suo telefono è andato distrutto. Quando Myeong-oh ricatta Yeon-jin sulla morte di So-hee e le fa avance sessuali, lei vola in preda alla rabbia e lo colpisce due volte con una bottiglia. Lo crede morto e scappa via

## Episodio 11
- Titolo originale: Episode 11
- Scritto da: Kim Eun-sook
- Diretto da: Ahn Gil-ho

### Trama
Yeon-jin chiede Young-joon di aiutarla a sbarazzarsi del corpo di Myeong-oh. Invece di smaltirlo, Young-joon decide di conservare il corpo in un'impresa di pompe funebri abbandonata per avere una futura influenza contro Yeon-Jin e Young-ae. Yeon-jin confusa fugge dalla clinica di Yeo-jeong in preda al panico. Dong-eun dice a Do-yeong che intende far perdere a Yeon-jin tutti intorno a lei, ma Do-yeong risponde che non ha intenzione di divorziare da Yeon-jin in questo momento. Yeon-jin cerca di incolpare Do-yeong della sua relazione con Dong-eun, ma lui le fa presente circa la relazione che lei ha con Jae-joon. Jae-joon tenta di recuperare filmati delle telecamere a circuito chiuso dalla boutique. Dong-eun assume alcuni degli amici gangster di Sung-hee per vegliare su Hyeon-nam. Hyeon-nam non è stata in grado di dire addio a sua figlia all'aeroporto a causa dell'interferenza di Yeon-jin che ha fatto sì che Seok-jae tornasse a casa presto per picchiarla. Dopo che Young-ae viene informata che il corpo di So-hee è congelato, chiede a Young-joon di trovare una scappatoia legale da cogliere per sbarazzarsene. Yeo-jeong compra la casa funeraria abbandonata. Dopo che Seok-jae viene a sapere che Hyeon-nam sta lavorando per Yeon-jin, ricatta Young-ae. Hye-jeong trova la registrazione parziale di Myeong-oh.

## Episodio 12
- Titolo originale: Episode 12
- Scritto da: Kim Eun-sook
- Diretto da: Ahn Gil-ho

### Trama
Dong-eun e Yeo-jeong individuano il corpo di Myeong-oh nella casa funeraria abbandonata. Viene rivelato che Yeo-jeong ha prelevato campioni di DNA da Yeon-jin alla clinica. Hyeon-nam fornisce informazioni su Yeo-jeong a Yeon-jin. Yeon-jin inizia a vedere allucinazioni di So-hee. Dong-eun invia informazioni a Jae-joon indicando che il signor Chu ha scattato fotografie sotto la gonna delle studentesse della scuola. Jae-joon picchia il signor Chu, ma Ye-sol vede l'atto. Kyung-ran, il commesso della boutique, si scopre avere la bottiglia usata da Yeon-jin per colpire Myeong-oh. Alla stazione di polizia, Jae-joon e Do-yeong litigano per Ye-sol. Sang-im si rifiuta di inchinarsi alla pressione per riportare il corpo congelato di So-hee all'obitorio. A scuola, Dong-eun si trova di fronte a un gruppo di madri che sua madre aveva rivolto contro di lei. Yeo-jeong conforta Dong-eun. Dong-eun pianta droghe nella chiesa gestita dal padre di Sa-ra e informa anonimamente Sa-ra della loro presenza, facendola ricadere e avere allucinazioni costringendola a compiere atti sessuali di fronte ai fedeli della chiesa. Quando Yeon-jin arriva in chiesa, Dong-eun le rivela che una lettera anonima, in cui si denuncia un comportamento di bullismo da parte di una presentatrice meteorologica, è stata pubblicata online.

## Episodio 13
- Titolo originale: Episode 13
- Scritto da: Kim Eun-sook
- Diretto da: Ahn Gil-ho

### Trama
Il video di Sa-ra e la lettera causano una sensazione mediatica e intense speculazioni. Jae-joon scopre che il disco rigido è stato scambiato, non cancellato. Hye-jeong mostra la registrazione di Myeong-oh a Jae-joon; si rende conto che la registrazione è stata fatta nella sua boutique e seduce Hye-jeong. Dong-eun si avvicina a Kyung-ran, implorandola di non ostacolarla a dimostrare che Yeon-jin ha ucciso Myeong-oh. Seok-jae continua a ricattare Young-ae. Quest’ultima arruola il suo amico sciamano per aiutarla a sbarazzarsi di Seok-jae. Yeon-jin apprende che Hye-jeong ha aiutato Dong-eun ad attirarla alla clinica di Yeo-jeong. Hye-jeong dice a Sa-ra che Yeon-jin ha usato i suoi contatti con i media per diffondere una storia sull'evasione fiscale di Sa-ra, distogliendo così l'attenzione dalla sua stessa denuncia di bullismo. Dong-eun trova le lettere inviate da Yeong-cheon a Yeo-jeong. Yeo-jeong fa domanda per un lavoro presso la prigione che detiene Yeong-cheon. Young-joon scopre che l'impresa di pompe funebri è stata venduta. Dong-eun si dimette dalla scuola. Young-joon ricatta Yeon-jin con il corpo di Myeong-oh, ma Dong-eun aveva già fatto in modo che il corpo di Myeong-oh fosse scaricato e trovato dove morì So-hee. Dong-eun affronta sua madre, che mentre è in una rabbia indotta dall'alcol, appicca un incendio nell'appartamento, il tutto mentre viene registrata.

## Episodio 14
- Titolo originale: Episode 14
- Scritto da: Kim Eun-sook
- Diretto da: Ahn Gil-ho

### Trama
A seguito della scoperta del corpo di Myeong-oh, Young-joon pianifica frettolosamente di liquidare tutti i beni e lasciare il paese. Dong-eun rinchiude sua madre in un istituto psichiatrico. Yeo-jeong apprende dalla padrona di casa di Dong-eun che una volta le ha salvato la vita. Do-yeong apprende da Dong-eun l'indirizzo della madre di So-hee e la posizione del corpo di So-hee. Yeon-jin convince Jae-joon a fornirle un alibi il giorno della scomparsa di Myeong-oh. Jae-joon dà a Do-yeong una copia della registrazione di Myeong-oh, offrendo di non passarla alla polizia se Do-yeong divorzia da Yeon-jin e rinuncia alla custodia di Ye-sol. Young-ae usa lo sciamano per attirare Seok-jae, poi si schianta contro di lui con Young-joon in macchina, minacciando così Young-joon di aiutarla. Dong-eun ricatta Young-ae. Rendendosi conto di aver lasciato tracce nell'impresa di pompe funebri, Yeon-jin la rivisita e viene sorpresa da Yeo-jeong. Dong-eun viene risentita di nuovo dal detective Choi; lei gli dà un suggerimento su un accendino trovato vicino al corpo di So-hee. Do-yeong decide di mandare Ye-sol in Europa. Yeon-jin apprende che Seok-jae era il marito di Hyeon-nam. Lo sciamano mette in scena gli ultimi momenti di So-hee davanti a Yeon-jin, rivelando che Yeon-jin ha dato fuoco ai vestiti di So-hee, causando una lotta che si è conclusa con Yeon-jin che ha spinto So-hee dal tetto.

## Episodio 15
- Titolo originale: Episode 15
- Scritto da: Kim Eun-sook
- Diretto da: Ahn Gil-ho

### Trama
La sciamana apparentemente vede il fantasma di So-hee, crolla e poi muore. Yeon-jin cerca di minacciare Hyeon-nam per sistemare la morte di Seok-jae, ma Hyeon-nam schiaffeggia e contro minaccia Yeon-jin. Do-yeong dà a Yeon-jin un ultimatum per fare ammenda alla madre di So-hee. Quando Yeon-jin rifiuta, Do-yeong avvia la procedura di divorzio. Dopo che Sa-ra fa trapelare vecchi filmati di Yeon-jin che bullizza So-hee, Yeon-jin si dimette dal suo lavoro. Ye-sol rifiuta Yeon-jin, devastandola. Yeon-jin si scusa pubblicamente, ma sostiene che So-hee si è uccisa. Il gruppo si incolpa a vicenda per i loro problemi, culminando con Sa-ra che accoltella Hye-jeong colpendola al collo. Yeo-jeong scopre che Jae-joon ha violentato So-hee. Dong-eun apprende che Do-yeong ha pagato le tasse ospedaliere di So-hee. In un flashback, viene rivelato che Dong-eun e Kyung-ran erano amici intimi prima che Dong-eun fosse vittima di bullismo. Jae-joon rompe con Hye-jeong, ora muta, e rivela di aver cancellato la registrazione di Myeong-oh. Sa-ra è accusata di tentato omicidio. Viene rivelato che Yeo-jeong ha piazzato il DNA di Yeon-jin sul corpo di Myeong-oh e che risulta essere il DNA trovato sull'accendino. La domanda di lavoro di Yeo-jeong viene respinta. Young-ae dà la targhetta con il nome a Dong-eun nel tentativo di salvarsi, facendo sì che Yeon-jin si renda conto che sua madre l'ha tradita. Quando la madre di So-hee crolla e viene ricoverata in ospedale, Dong-eun scopre che il suo tutore legale è Yeo-jeong.

## Episodio 16
- Titolo originale: Episode 16
- Scritto da: Kim Eun-sook
- Diretto da: Ahn Gil-ho

### Trama
Yeo-jeong ammette di aver saputo della situazione di Dong-eun fin dall'inizio. Dong-eun ammette di essersi avvicinata a lui per assicurarsi che il corpo di So-hee rimanesse congelato. Yeon-jin e Young-ae sono entrambi arrestati con l'accusa di omicidio. Il detective Choi si rende conto che Dong-eun ha orchestrato la catena degli eventi, ma decide di chiudere l'indagine. Young-joon viene picchiato a morte dai suoi ex subordinati per i soldi. Jae-joon diventa cieco a causa dei farmaci per gli occhi manomessi da Hye-jeong con l'aiuto di Dong-eun e annega dopo essere stato spinto in una pozza di cemento bagnato da qualcuno che si presume fosse Do-yeong. Do-yeong e Ye-sol si trasferiscono nel Regno Unito. So-hee viene sepolta. Viene rivelato che Myeong-oh è stato trovato vivo da Kyung-ran, ma è entrata nel panico dopo aver rivissuto l'aggressione sessuale da parte di Myeong-oh. Per questo gli ha dato il colpo mortale con la stessa bottiglia. Kyung-ran ha contattato Dong-eun, che ha incastrato Yeon-jin. Dong-eun e Yeo-jeong si godono una serata fuori, ma lei se ne va senza preavviso. Hyeon-nam fa regali di addio da Dong-eun a Sung-hee e Jung-mi. Dong-eun brucia i suoi materiali e prevede di porre fine alla sua vita saltando dallo stesso posto in cui So-hee è morta, ma viene interrotta da Sang-im. Sei mesi dopo, Dong-eun e Yeo-jeong portano avanti un piano per infiltrarsi nella prigione dove è detenuto Yeong-cheon. Dong-eun diventa di nuovo insegnante e inizia a fare da tutor a uno studente il cui padre è un politico per le carceri coreane. Yeo-jeong diventa un medico nella prigione di Jisan, che detiene i criminali più famigerati. Yeong-cheon viene messo all'angolo dai suoi detenuti e viene gravemente picchiato prima di essere trasferito a Jisan. Dong-eun conduce le lezioni per i detenuti che stanno per essere rilasciati e Yeo-jeong assicura che siano in buona salute. Yeong-cheon è scortato dalle guardie e vede Yeo-jeong in piedi vicino al corridoio. Rivive flashback delle sue conversazioni con Yeo-jeong e diventa timoroso. Dong-eun e Yeo-jeong camminano insieme verso la prigione e le porte si chiudono dietro di loro.